# Heizestrich
Ein Heizestrich ist ein mineralischer oder ein Gussasphalt-Estrich, der Heizelemente enthält und als Fußbodenheizung dient.

## Geschichte
Bereits in der Römerzeit wurden Fußböden und Wände als Flächenheizungen genutzt, indem sie doppelwandig als Hypokausten ausgeführt und mit heißem Rauchgas durchströmt wurden. Erst in den 1970er Jahren kamen Heizestriche in Deutschland wieder verstärkt zum Einsatz.

## Verwendung als Fußbodenheizung
Die Heizelemente sind entweder im Heizestrich eingebettet oder liegen unmittelbar darunter. Der auf bis zu 30 °C erwärmte Estrich erwärmt den Raum überwiegend durch Strahlungswärme.

## Verschiedene Ausführungen
Zur Beheizung des Estrichs werden fast ausschließlich mit Warmwasser befüllte Rohre oder elektrische Heizmatten verwendet. Rohre werden in der Regel im Estrich vergossen, während sich die Heizmatten oft unterhalb der Estrichplatte befinden.
Heizmatten sind oft so feingliedrig, dass sie eine unerwünschte Trennschicht zwischen oberer und unterer Lage bilden, wenn sie innerhalb des Estrichs eingebracht werden.
Wenn lediglich eine geringe Fußbodentemperierung vorgesehen wird, wie es oft in Bädern der Fall ist, die keine Außenwand besitzen oder durch einen zusätzlichen Heizkörper beheizt werden, können Elektroheizmatten auch im Fliesenmörtel oberhalb des Estrichs eingebettet werden. In diesem Fall spricht man jedoch nicht von einem „Heizestrich“.
Ist eine möglichst schnelle Aufheizbarkeit bzw. Reaktion des Heizsystems erwünscht, können Trockenestrichplatten mit eingefräster Nut verwendet werden, in welche die Heizungsrohre eingelegt werden.

## Nachteile
Fußbodenheizungen haben gegenüber konventionellen Heizkörpern den Nachteil, dass es länger dauert bis sich der Raum erwärmt. Eine reaktionsschnelle Regelbarkeit wird dadurch eingeschränkt.
Es wird versucht, dieses Manko durch dünnere und damit schneller aufheizbare Estrichkonstruktionen zu beheben.

## Planung
Vor Verlegung der Dämmplatten ist es notwendig, den Untergrund zu prüfen, eventuell notwendige Dampfsperren bzw. Abdichtungen einzubringen und ein Nivellement herzustellen.
Es ist empfehlenswert, die Verlegung der Dämmplatten durch den Estrichleger durchführen zu lassen.
Nachdem die Dämmplatten einschließlich Abdeckung durch den Estrichleger verlegt worden sind, kann der Heizungsbauer die Heizrohre montieren. Als Verlegehilfe dienen häufig Gitter, Matten oder Stäbe, an denen die Rohre befestigt werden. Alternativ können die Rohre auch auf einer festen Unterlage oberhalb der Dämmschichten befestigt werden.
Zum Zeitpunkt der Estrichverlegung müssen die Heizrohre mit Wasser befüllt sein, um eventuelle Undichtigkeiten rechtzeitig zu bemerken. Die Wassertemperatur in den Heizrohren sollte der aktuellen Raumtemperatur entsprechen. Im Winter kann Vorlauftemperatur auf beispielsweise 20 Grad Celsius erhöht werden, um eine Absinken der Raumtemperatur während der Arbeiten zu vermeiden. Bei der Ausführung des Estrichs ist darauf zu achten, die Heizungsrohre nicht zu beschädigen.
Der Estrich ist in Teilbereiche zu gliedern und mit Dehnfugen zu versehen, um Risse zu vermeiden. Der Fugenplan soll möglichst gedrungene Formen (annähernd gleichseitige Rechtecke) ergeben. Im Bereich der Fugen sind die Heizrohre durch eine Umhüllung vor Scherkräften zu schützen.

## Ausführung
Heizestriche sollten in der Regel als Fließ-Estriche eingebracht werden, um einen hohlraumfreien Verguss der Rohre zu erleichtern. Beim Aufheizen dehnt sich der Estrich in alle Richtungen aus. Zum Trittschallschutz wird ganz allgemein ein umlaufender Randdämmstreifen von mindestens 5 mm Stärke vorgesehen, der den Estrich von aufgehenden Bauteilen wie Wände und Stützen trennt. Um die Ausdehnung des Heizestriche zu berücksichtigen, sollte die Stärke des Dämmstreifens materialabhängig auf 1 cm oder mehr erhöht werden.
Bei Fußbodenheizungen soll der Wärmedurchlasswiderstand des Bodenbelags einschließlich Zwischenlagen 0,15 (m² × K/W) nicht übersteigen.
Nach dem Einbringen des Estrichs ist nach einer Wartezeit von drei Wochen bei Zementestrich und einer Woche bei Calciumsulfatestrich ein Funktionsheizen durch den Heizungsbauer vorzunehmen. Soweit nötig ist ein anschließendes Trockenheizen (Belegreifheizen) gesondert zu beauftragen.